# 1460 км (зупинний пункт)
1460 км — пасажирський зупинний пункт Львівської дирекції Львівської залізниці на електрифікованій лінії Тернопіль — Львів між станціями Борщовичі (2 км) та Підбірці (8 км). Розташований поблизу села Пикуловичі Львівського району Львівської області.

## Пасажирське сполучення
На Платформі 1460 км зупиняються приміські поїзди до станцій Львів, Здолбунів, Золочів та Тернопіль.